# Callosciurus quinquestriatus
Callosciurus quinquestriatus — вид гризунів родини Sciuridae. Зустрічається в лісах Китаю (лише провінція Юньнань) та М'янми. Цей вид зустрічається переважно в гірських лісах вище приблизно 1000 м над рівнем моря, але також може зустрічатися в низовинах. Живе поодинці або невеликими сімейними групами. Гнізда будуються з гілочок і розміщуються на зовнішніх гілках невеликих дерев. Раціон складається з рослинності та значної кількості комах.

## Характеристики
C. quinquestriatus досягає довжини тіла від 20 до 22 сантиметрів, хвіст досягає довжини приблизно від 18 до 21 сантиметра, а вага приблизно від 250 до 320 грамів. Хутро на спині тварини від сірувато-оливково-коричневого до оливково-жовтого з червонуватим відтінком. Нижній бік тіла білий з однією-трьома чорними або темно-коричневими смугами, що перериваються білими, утворюючи однойменні п'ять смуг («quinquestriatus» означає «п'ятисмугастий»). Центральна чорна смуга проходить вздовж середини тіла через черево. Зовнішню чорну смугу видно з боків, різко розділяючи забарвлення спини та черева. Підборіддя та горло сірі. Хвіст відповідає забарвленню спини, з чорними та червонуватими мітками та чорним кінчиком.